# Mobilize (Grant-Lee Phillips)
Mobilize è il secondo album da solista del cantautore americano Grant-Lee Phillips, pubblicato nel 2001 dalla Rounder Records.
Fatta eccezione per le tracce bonus Hugo's Theme e Sunday Best, Phillips durante la registrazione ha suonato tutti gli strumenti in ogni traccia. La maggior parte delle critiche sono state positive, e si sono concentrate principalmente sulla leggerezza e l'intimità delle canzoni rispetto a quelle del precedente gruppo di Phillips, i Grant Lee Buffalo.

## Tracce
1. See America – 5:08
2. Humankind – 3:09
3. Love's a Mystery – 4:09
4. Sadness Soot – 4:20
5. We All Get a Taste – 3:54
6. Spring Released – 3:15
7. Lazily Drowning – 4:18
8. Like a Lover – 4:31
9. Mobilize – 4:07
10. Beautiful Dreamers – 4:27
11. Sleepless Lake – 2:50
12. April Chimes – 2:47

Tracce bonus
1. Hugo's Theme
2. Sunday Best